# Ektjärnen (Byske socken, Västerbotten)
Ektjärnen är en sjö i Skellefteå kommun i Västerbotten och ingår i Byskeälvens huvudavrinningsområde. Ektjärnen ligger i Byskeälven Natura 2000-område.